# Spoorlijn Kamp Vught

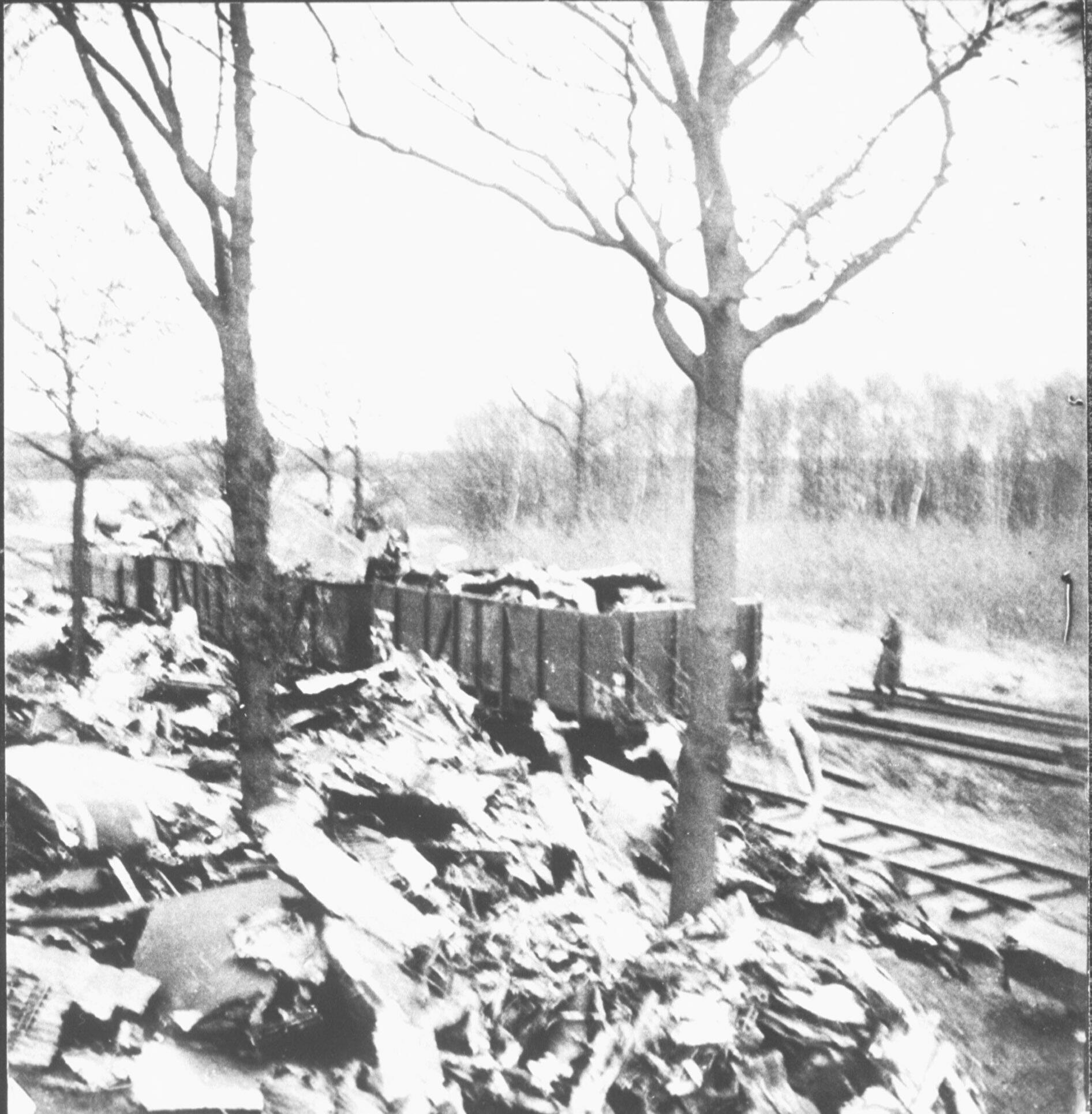
Spoorlijn in het Kamp Vught

De spoorlijn Kamp Vught was tijdens de Tweede Wereldoorlog een goederenspoorlijn vanaf station Vught Zuid-Oost naar het bedrijventerrein van het concentratiekamp Vught. 
De spoorlijn werd in februari en maart 1944 aangelegd om vliegtuigwrakken naar de vliegtuigsloperij op het terrein te transporteren en de metalen af te voeren. De spooraansluiting op de spoorlijn Tilburg - Nijmegen bevond zich op 18,2 km met een wissel in de richting van Den Bosch. De spoorlijn liep vanaf de wissel enkele honderden meters parallel en boog daarna af, stak een weg over en reed tussen de lunetten II en III door naar de weg parallel langs het kamp. Aan het einde maakte het spoor een bocht om over de gracht het terrein op te gaan bij de industriebarakken. 
De spoorlijn werd na aanleg tot de sluiting van het kamp in september 1944 ook gebruikt om gevangenen te deporteren. In 1948 werd de spoorlijn afgebroken. In 2016 is het traject gemarkeerd door op drie locaties spoordelen te plaatsen.